# Pic de Barlonguère
Le pic de Barlonguère (Tuc de Barlonguera en catalan), également nommé tuc de Mil, est un sommet frontalier des Pyrénées culminant de 2 802 m d'altitude. Côté français, il se situe dans le département de l'Ariège en région Occitanie. Côté espagnol, il se situe dans le Val d'Aran, dans la province de Lérida en Catalogne.

## Géographie

### Situation
Ce sommet frontalier est en limite des territoires des communes de Bordes-Uchentein, en Ariège, et du territoire de la commune de Naut Aran dans la comarque du Val d'Aran.

### Géologie
Une carte géologique au 1:50 000e intitulée « Pic de Maubermé XIX - 48 » est éditée par le Bureau de recherches géologiques et minières. Elle est géographiquement centrée sur le pic de Maubermé mais couvre un territoire beaucoup plus vaste dont les 5/6 se trouvent en Espagne et incluant le pic de Barlonguère. Elle est accompagnée d'une notice explicative détaillée sur cette zone à la géologie complexe et de grand intérêt métallogénique. Des mines de plomb et zinc (mines de Bentaillou, Mail de Bulard) ont été exploitées dans des conditions difficiles au XXe siècle à l'ouest sur les deux versants de la frontière.

### Climat
Ce sommet du massif du Mont-Valier est soumis à un climat typique des versants nord-pyrénéens sous influence atlantique.
Parmi les 28 balises Nivôse de Météo-France, deux se trouvent en Ariège. Pour le Couserans, il s'agit de celle du port d'Aula installée à 2 140 m dans le massif du Mont-Valier. Elle est située à proximité à l'est du pic de Barlonguère, dans le Haut-Salat.

### Faune
Le pic de Barlonguère est une zone d'altitude où se rencontrent notamment l'isard, l'ours, le vautour fauve, le gypaète barbu, l'aigle royal et le lézard pyrénéen du Val d'Aran (Iberolacerta aranica). Endémique de ce secteur des Pyrénées centrales, ce dernier est considéré en danger (EN) sur la liste rouge de l'Union internationale pour la conservation de la nature.

## Voie d'accès

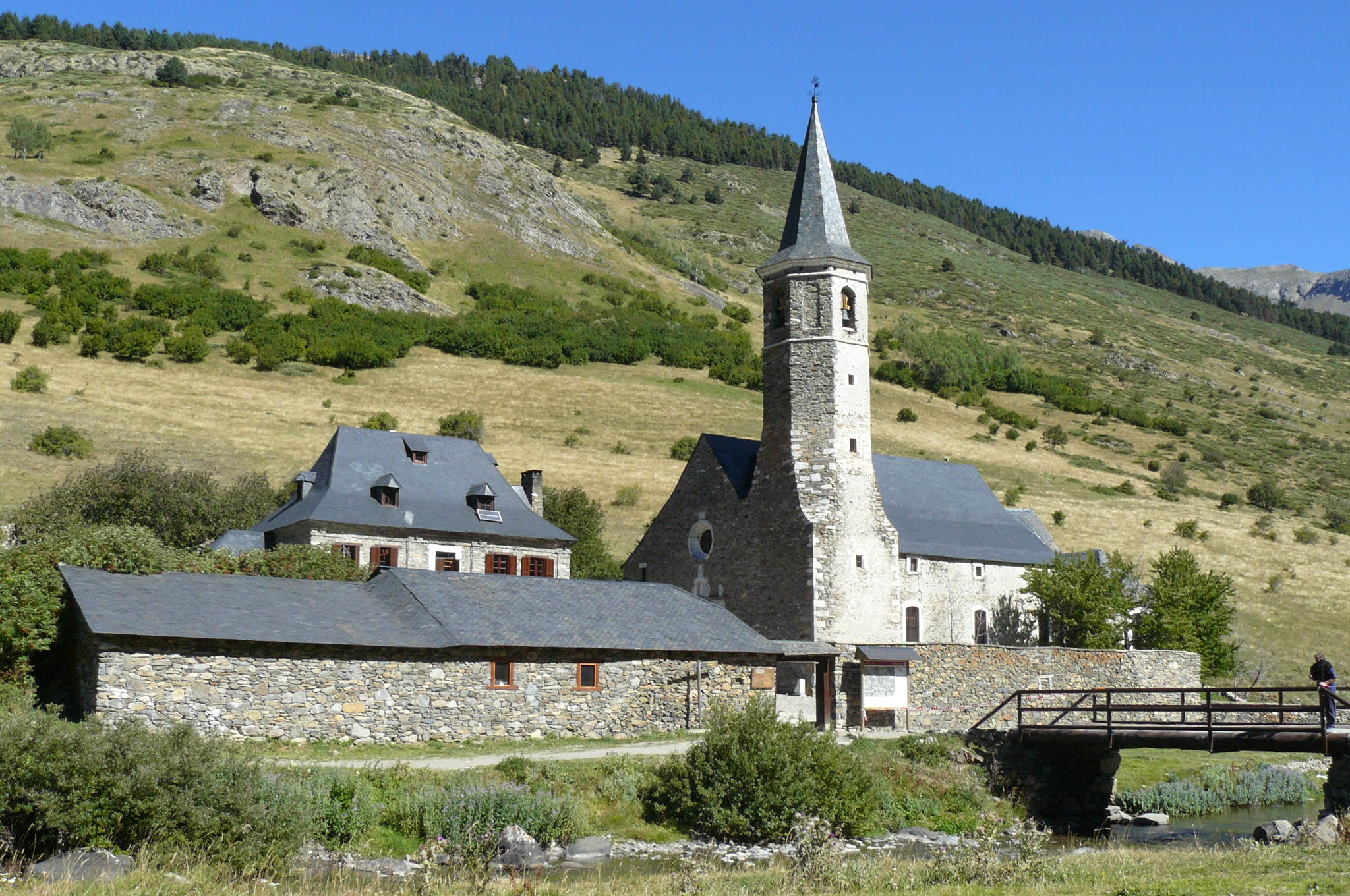
Au sud, le hameau de Montgarri, à moins de 1,5 km à vol d'oiseau.

Depuis la France, l'accès principal est la vallée du Riberot jusqu'au refuge des Estagnous, depuis lequel un circuit frontalier intègre également le pic des Trois-Comtes (2 689 m) après l'étang Rond et l'étang Long.
Depuis l'Espagne, on y accède plus facilement depuis Montgarri ou la petite station de ski de fond de Bonabé, localités situées dans la haute vallée de la Noguera Pallaresa.